# هتم‌آباد
هِتن آباد یا حتن آباد دهی از دهستان قُهاب از توابع شهرستان اصفهان می‌باشد. علی اکبر دهخدا در در لغت نامه خود، به نقل از فرهنگ جغرافیایی ایران ج ۱۰، هتن آباد را ناحیه ای جلگه ای و معتدل معرفی کرده که آب آن از طریق قنات تأمین می‌شود و غلات، کنجد، پنبه و صیفی از جمله محصولات کشاورزی آن می‌باشد.

## جمعیت
بنا بر سرشماری سال ۸۵ هتن آباد دارای ۱۱۹ خانوار است و جمعیت آن ۴۲۸ نفر می‌باشد.

## معدن سنگ هِتن آباد
یکی از معادن سنگ استان اصفهان در هتن آباد قرار دارد. این معدن در غرب این روستا و به اسم معدن سنگ هتن آباد شهرت دارد. جنس سنگ این معدن مرمریت می‌باشد. میزان ذخایر مرمریت این معدن ۴۲ میلیون تن برآورد شده‌است و از سال ۱۳۸۲ بهره‌برداری از آن شروع شده‌است.از این معدن حداقل از چهار صد سال قبل استفاده میشده است و پایه های پل های خواجو و سی و سه پل از این سنگ ساخته شده است .با اینکه از جنس اهکی است مقاومت فشاری بسیار بالا دارد .